# Die Welt ist schön Milord
Die Welt ist schön Milord est une compilation regroupant des chansons allemandes de la chanteuse française Mireille Mathieu. Cette compilation a été éditée plusieurs fois avec des pochettes différentes.

## Chansons de la compilation
1. Santa Maria (Christian Bruhn/Günther Behrle)
2. Vai Colomba Bianca (Michael Cretu/Michael Kunze)
3. Mein letzter Tanz (Christian Bruhn/Georges Buschor)
4. Ein Leben auf dem Land (R. Loubet/Michael Kunze)
5. Aloa-Hé (Georges Buschor)
6. Die Liebe einer Frau (Ralph Maria Siegel/Bernd Meinunger)
7. Bei mir bist du zu Haus (Jean Claudric/Michael Kunze)
8. Der Zar und das Mädchen (Christian Bruhn/Georges Buschor)
9. Bleib noch da (Jean Claudric/C. Assous/D. Barbelivien/Michael Kunze)
10. Nur der Himmel war Zeuge (Ralph Maria Siegel/Bernd Meinunger)
11. Akropolis Adieu (Christian Bruhn/Georges Buschor)
12. Ganz Paris ist ein Theater (Christian Bruhn/Georges Bushcor)
13. La Paloma Ade (Christian Bruhn/Georges Bushcor/Yradier)
14. Die Glocken von Notre Dame (Christian Bruhn/Michael Kunze)
15. Die Welt ist schön, Milord (Marguerite Monnot/Georges Moustaki/Ernst Bader)
16. C'est si bon (so fühlt man in Paris) (Henri Betti/André Hornez/Thore Holgerson)